# Brevicornu maculautum
Brevicornu maculautum är en tvåvingeart som först beskrevs av Tonnoir och Edwards 1927.  Brevicornu maculautum ingår i släktet Brevicornu och familjen svampmyggor. Inga underarter finns listade i Catalogue of Life.